# Marjan Rožanc

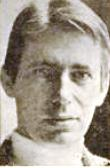
Marjan Rožanc (unbekannter Fotograf, ohne Datum)

Marjan Rožanc (geboren 21. November 1930 in Slape bei Ljubljana, Königreich Jugoslawien; gestorben 18. September 1990 in Ljubljana, Sozialistische Föderative Republik Jugoslawien) war ein slowenischer Schriftsteller. 

## Leben
Marjan Rožanc' Schulbesuch fiel in die Zeit des Königreichs Jugoslawiens, der italienischen und deutschen Okkupation Jugoslawiens und in die Anfänge des kommunistischen Jugoslawiens. 1950 wurde er als Wehrpflichtiger in die Jugoslawische Volksarmee eingezogen und leistete Wehrdienst in Požarevac. Da er sich nonkonformistisch zeigte, wurde er 1951 zu einer mehrjährigen Gefängnisstrafe verurteilt und kam erst 1955 frei. 
Zurück in Ljubljana arbeitete er als Journalist und freier Autor und wurde  Mitherausgeber des unabhängigen Literaturmagazins Perspektive und Leiter der Bühne Oder 57. Eines seiner eigenen Stücke wurde 1964 von der Zensur gewaltsam abgesetzt. 1968 wurde Rožanc wegen einiger seiner Artikel und wegen seiner Kontakte zu widerständigen katholischen Intellektuellen erneut zu einer Haftstrafe auf Bewährung verurteilt. 1974 bis 1981 war er Sekretär des Verbands der slowenischen Sportvereine. 1979 veröffentlichte er seinen bekanntesten Roman Ljubezen über ein Kind im Zweiten Weltkrieg. Für den Roman erhielt er 1980 den Prešeren-Preis. 
1979 zog er an die slowenische Adria-Küste. 1987 schrieb er mit Nekaj iracionalnih razsežnosti einen Beitrag zur Bürgerrechtsdiskussion im Heft 57 der slowenischen Zeitschrift Nova revija.
Der Prešeren-Preis wurde ihm ein zweites Mal posthum 1991 verliehen. Seit 1993 wird der Literaturpreis Rožančeva nagrada für Essays ausgelobt.

## Werke (Auswahl)
- Ljubezen. 1979
  - Liebe. Roman. Übersetzung Metka Wakounig. Nachwort Tomo Virk. Klagenfurt: Drava, Mohorjeva/Hermagoras, Wieser, 2013. (Slowenische Bibliothek.)